# Rátai Dániel
Rátai Dániel (Budapest, 1985. május 29. –) magyar feltaláló, informatikus, a Leonar3Do nevű háromdimenziós szimulátorprogram és berendezés feltalálója.

## Életpályája
Szülei: édesanyja Bába Krisztina, fordító, a Színház- és Filmművészeti Egyetem rektorhelyettese volt. Édesapja, Rátai János író, dramaturg.

## Díjak és elismerések
- 2004: A mai Leonar3Do elődjével 2. helyezést ért el a hazai középiskolai innovációs versenyen.
- 2005. május: A Magyar Innovációs Szövetség felkérésére a Leonar3Doval képviselte Magyarországot az Intel fiatal feltalálóknak kiírt nemzetközi versenyének (Intel–ISEF) döntőjén az USA-ban (Arizona, Phoenix), ahol hat díjat kapott.[1][2]

1. Computer Science First Award (I. díj számítástechnika kategóriában)
2. Best of Category Award (Kategória legjobbja)
3. Intel Foundation Achievement Award
4. IEEE Computer Society első díja
5. Patent and Trademark Office Society első díja
6. Seaborg SIYSS Award (részvétel a Nobel-díjátadó ünnepségen, 2005 decemberében.)

Még ugyanebben az évben az MIT Lincoln Laboratóriuma elnevezett egy kisbolygót róla. Ez a Rátai 21724 nevet kapta. A kisbolygó átmérője 3-6 kilométer, dőlésszöge 5,7 fok, és a Napot 3 és fél év alatt kerüli meg.
- 2008 tavasza: Márciusi Ifjak díjat kapott a miniszterelnöktől, innovatív eredményeiért.[5]
- 2008. szeptember: San Jose, Tech Museum of Innovation: A 3D For All Ltd (ennek jogutódja a mai Leonar3Do International Zrt.) Leonar3Do projektjét a zsűri beválasztotta a világ 5 legjelentősebb találmánya közé „oktatás” kategóriában, 58 ország 329 jelöltje közül. Ezzel elnyerte az első magyar csapat a Szilícium-völgy egyik legjelentősebb díját, a Tech Award díjat.[8]
- 2009. március: Pannon Példakép Alapítvány díja[9]

December: Leonar3Do edukációs projektje fölött a Magyar Rektori Konferencia védnökséget vállalt.
- 2010. április: New York-i tőzsde, Kairos Summit: Intelius International Entrepreneurship Award. A Leonar3Dót termékké fejlesztő csapat tíz ország közül az egyedüli nem amerikai díjazott, aki kvalifikációt szerzett a Churchill Club Panel on Young Entrepreneurs 2010. május 24-i bemutatójára Palo Altóban. A Churchill Clubot a Szilícium-völgy első számú üzleti és technológiai fórumaként tartják számon.

November: A Neumann János Számítógép-tudományi társaság Kemény János-díja
- 2011. február: Blikk – Az Év Embere – A Jövő Reménysége díj[13]

December: Magyar Örökség díj
- 2012: A Las Vegasban megrendezett nemzetközi kiállításon, a CES-en (Consumer Electronics Show Archiválva 2010. február 8-i dátummal a Wayback Machine-ben), elnyerte a „Best of CES 2012” szakmai díjat, amit a Vanquard Marketing nevű cég ítélt oda.[15]

Decemberben Rátai Dániel a Docler Holding Új Generáció Gábor Dénes-díját vehette át a Parlamentben.